# غانتس هيل (محطة مترو أنفاق لندن)
غانتس هيل (بالإنجليزية: Gants Hill)‏ هي إحدى محطات مترو أنفاق لندن. تقع على خط سينترال أفتتحت في المنطقة (Zone) رقم 4 أفتتحت في 14 ديسمبر 1947. 